# Grand Prix automobile du Brésil 1974
Résultats du Grand Prix automobile du Brésil de Formule 1 1974 qui a eu lieu sur le circuit d'Interlagos à São Paulo le 27 janvier 1974.

## Classement
| Pos  | N° | Pilote               | Écurie            | Tours | Temps/Abandon      | Grille | Points |
| ---- | -- | -------------------- | ----------------- | ----- | ------------------ | ------ | ------ |
| 1    | 5  | Emerson Fittipaldi   | McLaren-Ford      | 32    | 1 h 24 min 37 s 06 | 1      | 9      |
| 2    | 11 | Clay Regazzoni       | Ferrari           | 32    | + 13 s 57          | 8      | 6      |
| 3    | 2  | Jacky Ickx           | Lotus-Ford        | 31    | + 1 tour           | 5      | 4      |
| 4    | 18 | Carlos Pace          | Surtees-Ford      | 31    | + 1 tour           | 12     | 3      |
| 5    | 33 | Mike Hailwood        | McLaren-Ford      | 31    | + 1 tour           | 7      | 2      |
| 6    | 1  | Ronnie Peterson      | Lotus-Ford        | 31    | + 1 tour           | 4      | 1      |
| 7    | 7  | Carlos Reutemann     | Brabham-Ford      | 31    | + 1 tour           | 2      |        |
| 8    | 4  | Patrick Depailler    | Tyrrell-Ford      | 31    | + 1 tour           | 16     |        |
| 9    | 24 | James Hunt           | March-Ford        | 31    | + 1 tour           | 18     |        |
| 10   | 14 | Jean-Pierre Beltoise | BRM               | 31    | + 1 tour           | 17     |        |
| 11   | 26 | Graham Hill          | Lola-Ford         | 31    | + 1 tour           | 21     |        |
| 12   | 6  | Denny Hulme          | McLaren-Ford      | 31    | + 1 tour           | 11     |        |
| 13   | 3  | Jody Scheckter       | Tyrrell-Ford      | 31    | + 1 tour           | 14     |        |
| 14   | 15 | Henri Pescarolo      | BRM               | 30    | + 2 tours          | 22     |        |
| 15   | 8  | Richard Robarts      | Brabham-Ford      | 30    | + 2 tours          | 24     |        |
| 16   | 37 | François Migault     | BRM               | 30    | + 2 tours          | 23     |        |
| 17   | 19 | Jochen Mass          | Surtees-Ford      | 30    | + 2 tours          | 10     |        |
| Abd. | 28 | John Watson          | Brabham-Ford      | 27    | Embrayage          | 15     |        |
| Abd. | 9  | Hans Joachim Stuck   | March-Ford        | 24    | Transmission       | 13     |        |
| Abd. | 17 | Jean-Pierre Jarier   | Shadow-Ford       | 21    | Freins             | 19     |        |
| Abd. | 20 | Arturo Merzario      | Iso Marlboro-Ford | 20    | Accélérateur       | 9      |        |
| Abd. | 16 | Peter Revson         | Shadow-Ford       | 10    | Surchauffe moteur  | 6      |        |
| Abd. | 10 | Howden Ganley        | March-Ford        | 8     | Allumage           | 20     |        |
| Abd. | 12 | Niki Lauda           | Ferrari           | 2     | Moteur             | 25     |        |
| Abd. | 27 | Guy Edwards          | Lola-Ford         | 2     | Châssis            | 3      |        |

Légende :
- Abd.=Abandon

## Pole position et record du tour
- Pole position : Emerson Fittipaldi en 2 min 32 s 97 (vitesse moyenne : 187,331 km/h).
- Tour le plus rapide : Clay Regazzoni en 2 min 36 s 05 au 26e tour (vitesse moyenne : 183,633 km/h).

## Tours en tête
- Carlos Reutemann : 3 (1-3)
- Ronnie Peterson : 12 (4-15)
- Emerson Fittipaldi : 17 (16-32)

## À noter
- 10e victoire pour Emerson Fittipaldi.
- 10e victoire pour McLaren en tant que constructeur.
- 68e victoire pour Ford Cosworth en tant que motoriste.
- 30e et dernier Grand Prix pour Peter Revson qui se tue lors d'une séance d'essais privés, huit jours avant le GP d'Afrique du Sud.
- La course est stoppée au 32e des 40 tours prévus à cause de la pluie.